# وردة السلطان قابوس
وردة السلطان قابوس هي وردة معروفة في سلطنة عمان، ولها حضور مميز لدى العمانين، كونها تحمل اسم  السلطان قابوس، وهي تعتبر خلاصة أبحاث مطولة إنهمك وأجتهد فيها العلماء لإستنباط وإنتاج صنف جديد من الورود التي تتميز ببهاء لونها، وزكاء رائحتها، وطول ساقها، كما أنها تستطيع الإزهار في الأجواء الحارة والباردة.

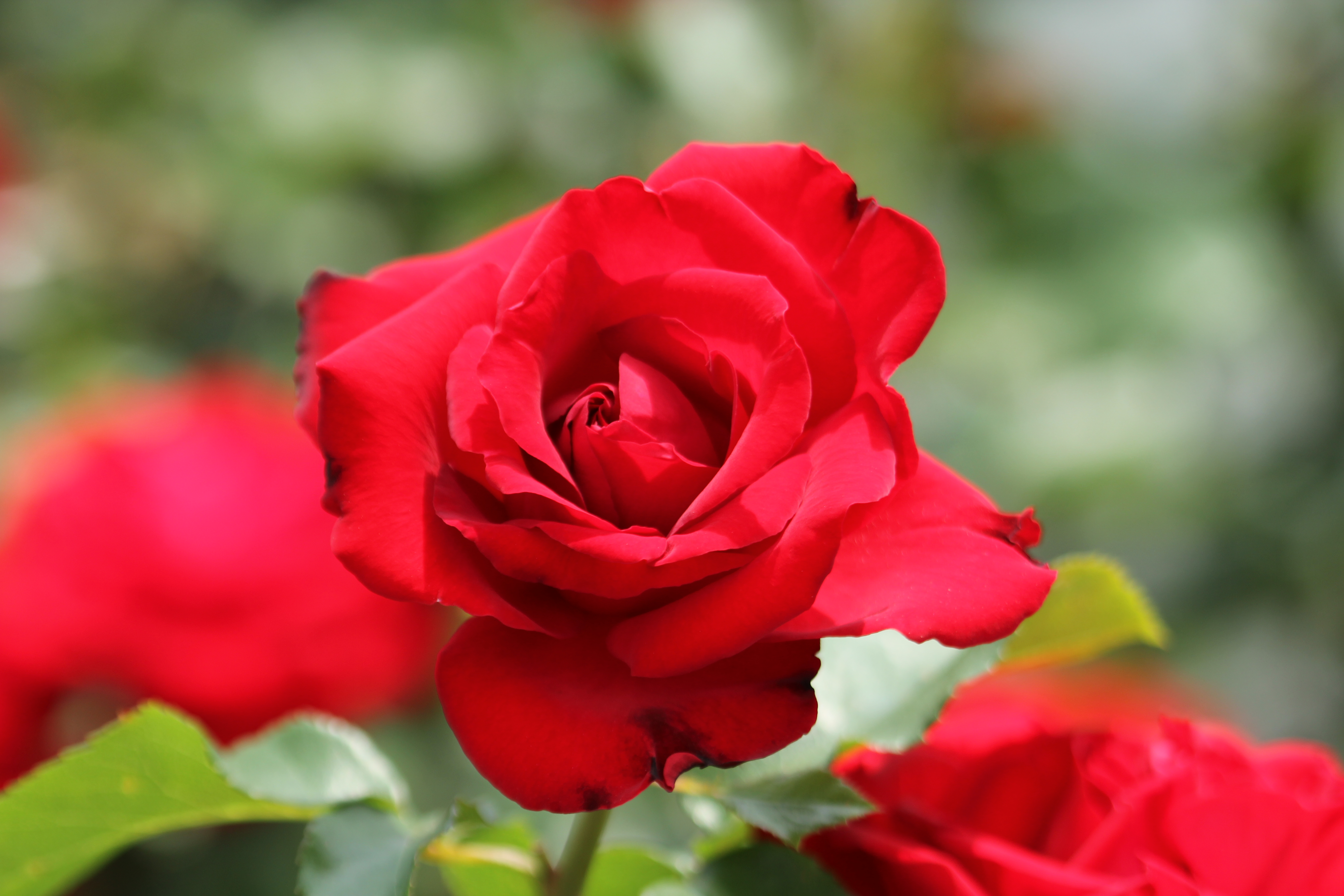
وردة السلطان قابوس

## تسميتها
قامت جمعية الورود العالمية ومقرها في هولندا، بإطلاق اسم السلطان قابوس على زهرة جديدة من نوعها، جاءت خلاصة أبحاث سنتين من الجهد والمتابعة والتجارب لإستنباط صنف جديد من الورود المعروفة، وذلك تقديرا عالميا من جمعية الورود العالمية للسلطان، وإسهاماته الشخصية في تنمية العلاقات الدولية. ولعناية السلطان بالبيئة، ودعمه لحقوق الإنسان.

## تاريخ ظهورها
ظهرت هذه الوردة رسميا ولأول مرة في أبريل سنة 1990م، في معرض أوسكا للحدائق في اليابان، حيث حصلت السلطنة على أهم 3 جوائز وهي الميدالية الفضية والبرونزية، بالإضافة إلى جائزة الصداقة الدولية بالمعرض، وقد نالتها تكريما بمشاركتها الفعالة، وتقديرا عالميا لجهود سلطنة عمان وحضورها المتميز كموقف وسمعة عالمية. وظهرت هذة الوردة أيضا خلال معرض تشلسي الدولي للزهور في بريطانيا في مايو 1990م.

## أوصافها
خطفت هذه الوردة الأنظار في معرض تشلسي للزهور بلندن لروعة لونها الأحمر القاني، ورائحتها الزكية، وجمال تكوينها، وروعة منظرها، والأهم من ذلك قدرتها على النوم والتفتح في البساتين العربية والأوروبية على حد سواء.
وقد تم الاحتفال بالوردة من خلال إصدار الطوابع البريدية، والبطاقات البريدية، والاشتراك في المعارض الدولية المتخصصة وذلك كرسالة محبة من قائد عمان السلطان قابوس إلى كل أنحاء العالم.
وتقديرا لجلالة السلطان بإنشاء كرسي دائم في كلية الدراسات العليا_ تحتل مكانة في الحدائق اليابانية الرائدة_ إحتفلت جامعة طوكيو في حرم كومابا بزراعة ثلاث شتلات لوردة السلطان قابوس بن سعيد_ بإنشاء كرسي دائم في كلية الدراسات العليا للآداب والعلوم بجامعة طوكيو في أبريل 2011م، يعنى بتعزيز الفهم والتقدير في اليابان للإسهامات المتعددة التي قدمتها الثقافتان العربية والإسلامية.

## تواجدها
كانت وردة السلطان قابوس أحد العناصر الرئيسية المكونة لشعار الاحتفال بمرور أربعين عاما على العلاقات الدبلوماسية بين البلدين في عام 2012م، بالإضافة إلى أن الوردة تزرع في العديد من الحدائق الوطنية الرائدة في اليابان، كحديقة إيكوتا للورود في محافظة كاناجاوا التي تجذب الآلاف من الزائرين على مدى العام، وتحتل وردة السلطان قابوس مكانة بارزة في الزاوية الملكية  للحديقة.